# ФК Пелистер
ФК Пелистер је фудбалски клуб из Битоља у Северној Македонији, који се тренутно такмичи у Првој лига Македоније. Клуб је формиран 1945. године иако су његови претходници постојали у Битољу од 1924. године. Утакмице игра на стадиону Тумбе Кафе (Градски стадион у Битољу, капацитета 6.100 гледалаца). Клупске боје су зелена и бела. Навијачи Пелистера се зову „Чкембари“.

## Историја
ФК Пелистер је формиран 1924. под именом „Омладина“, затим се звао Пелистер, а касније „СК Битола“. Старо име се појавило после ослобођења 1945, и већ 1946. постаје првак битољског спортског округа. Исте године се спаја са ФК Работник, али задржава име Пелистер. Неки познатији играчи из тог времена су били Георгијевски, Димитровски, Т. Петровски, Наумовски, Лазаревски, Шекерџиевски, Аврамовски, Несторов и Ефтимовски.
Први пут у својој историји Пелистер се пласирао у Другу савезну лигу СФРЈ у сезони 1974/75. Пелистер не успева да се дуго задржи у том рангу такмичења, али се поново враћа 1982, када су на чело на клуба били Митко Бутлевски и тренер Иван Чабриновић.
Пелистер се пласирао у Прву лигу СФРЈ у последњој сезони њеног постојања 1991/92., а по осамостаљивању Северне Македоније, Пелистер континуирано се такмичи у Првој лиги Македоније. У сезони 2002/03. клуб испада из Прве лиге, а у сезони 2006/07. се поново враћа у елитни ранг. Клуб је у сезони 2007/08. направио најбољи резултат у Првој лиги, завршивши сезону на 3. месту, што му је такође обезбедило учешће у УЕФА купу за следећу сезону. Већ следеће сезоне су забележили много слабије резултате, пошто је клуб једва сачувао статус прволигаша и то преко баража након што је завршио сезону на 10. месту.
Пелистер није никад освојио Првенство, али је освојио Куп Македоније у фудбалу у сезонама 2000/01. и 2016/17, а 1993. и 1994. је био финалиста.

## Успеси клуба
- Куп Македоније
  - Освајач (2): 2000/01, 2016/17.
  - Финалиста (2): 1992/93, 1993/94.
- Прва лига Македоније
  - Треће место (1): 2007/08.

## ФК Пелистер у европским такмичењима
| Сезона   | Такмичење     | Ранг          | Земља      | Клуб         | Резултат |
| -------- | ------------- | ------------- | ---------- | ------------ | -------- |
| 2000.    | Интертото куп | 1 коло        | Луксембург | ФК Hobscheid | 3-1, 1-0 |
|          |               | 2. коло       | Шведска    | Фролунда     | 3-1, 0-0 |
|          |               | 3 коло        | Шпанија    | Селта        | 1-2, 0-3 |
| 2001/02. | УЕФА куп      | Квалификације | Швајцарска | Санкт Гален  | 0-2, 3-2 |
| 2008/09. | УЕФА куп      | 1. коло кв.   | Кипар      | АПОЕЛ        | 0-0 1-0  |